# 畑中誠
畑中 誠（はたなか まこと、1945年7月2日 - ）は、日本の実業家。東京建物代表取締役社長や、同社取締役会長、不動産協会副理事長等を歴任した。国土交通大臣表彰受賞。

## 人物・経歴
開成高等学校を経て、1969年横浜国立大学経済学部卒業、東京建物入社。1995年取締役企画部長。1999年常務取締役企画部長兼国際事業室長。2003年代表取締役専務取締役人事部・総務部・福岡支店担当兼投資事業開発本部長兼都市開発事業本部長。2006年から代表取締役社長 を務め、大手町タワーの開発などを進めた。
その後、2011年に賃貸市場の悪化にともない中野区などの大規模再開発事業の想定賃料の引き下げを行い、2012年に南敬介会長とともに引責辞任して取締役会長に退いた。2016年相談役。
不動産協会副理事長、日本ビルヂング協会連合会副会長なども歴任した。2018年永年の不動産業に対する多大の功績により、田中俊和や辻慎吾らとともに国土交通大臣表彰を受賞した。2021年春の叙勲で旭日中綬章受章。